# Микрохори (дем Кавала)
Микрохори или Горно Берекетли (гръцки: Μικροχώρι, катаревуса Μικροχώριον, Микрохорион) е село в Гърция, в дем Кавала, област Източна Македония и Тракия.

## География
Селото е разположено на около 8 километра северозападно от демовия център Кавала, северозападно от Амигдалеонас (Бадем чифлик) и югоизточно от Дато (Берекетли).

## История

### В Османската империя
В началото на XX век селото е изцяло турско селище в Кавалската кааза на Османската империя. Съгласно статистиката на Васил Кънчов („Македония. Етнография и статистика“) към 1900 година Берекетли е изцяло турско селище с 220 жители.

### В Гърция
След Междусъюзническата война в 1913 година селото попада в Гърция. В преброяванията до 1951 година е броено към Дато (Берекетли).
Населението произвежда предимно тютюн.
| Година    | 1913 | 1920 | 1928 | 1940 | 1951 | 1961 | 1971 | 1981 | 1991 | 2001 | 2011 | 2021 |
| --------- | ---- | ---- | ---- | ---- | ---- | ---- | ---- | ---- | ---- | ---- | ---- | ---- |
| Население |      |      |      |      |      | 128  | 83   | 77   | 86   | 87   | 90   | 73   |